# Рамбо 2
Рамбо 2 (енгл. Rambo: First Blood Part II) је акциони филм из 1985. године и други део серијала о Џону Рамбу, вијетнамском ветерану кога игра Силвестер Сталоне.

## Радња
Након свог хапшења у првом делу филма, Рамбо је послат у затворенички радни камп. На почетку другог дела посећује га пуковник Траутман, који му нуди прилику да буде ослобођен, уколико крене у Вијетнам да би ослободио америчке ратне заробљенике. Он прихвата предлог и шаљу га код Мардока, америчког бирократе, који је задужен за целу операцију. Он говори Рамбу да је његов једини задатак да фотографише ратне заробљенике, али не и да их спашава, нити да улази у сукоб са непријатељским војницима. Рамбо ово невољно прихвата, и речено му је да ће га амерички агент чекати у џунглама Вијетнама. По искакању падобраном на земљи среће Ко Бау, локалку која ради са Американцима. Она га потом води до затвореничког кампа. Након што стиже у камп бива примећен и тад убија неколико стражара. Потом совјетске и вијетнамске трупе крећу у потеру за њим. Како би успео да побегне из земље, Рамбо стиже до оближње војне базе, где убија све и краде војни хеликоптер. После се враћа у затворенички камп, где убија остале стражаре и ослобађа заробљенике. На путу ка Тајланду један совјетски хеликоптер погађа Рамбов. Након што је приземљен, Рамбо базуком уништава хеликоптер који га је оборио.
По слетању у америчку базу, Рамбо уништава Мардоков командни центар, вади нож и под претњом га тера да ослободи преостале америчке ратне заробљенике. У том тренутку наилази Траутман, који смирује Рамба. Он је још увек љут и говори да само жели да његова земља воли своје војнике онолико колико они воле њу. Онда креће пешке у непознатом правцу. Траутман га пита: „Како ћеш живети, Џоне?“, на шта му Рамбо одговара: „Дан за даном“. Филм се завршава тако што Рамбо хода према хоризонту.
Други део филмског серијала о Џону Рамбу ставља јачи нагласак на акционе сцене и насиље, за разлику од оригинала који се фокусирао на драмску радњу.
За разлику од претходног филма, имао је и снажан политички набој, с обзиром да је снимљен у јеку ескалације Хладног рата, односно на 12. годишњицу завршетка Вијетнамског рата, односно америчког пораза, за који се у тадашњој Америци окривљавала "кукавичка" влада која је под притиском издајничких либерала у борби непобеђеним војницима забила нож у леђа. Сценарио, инспирисан урбаним легендама о америчким ратним заробљеницима који су остали као таоци, често се узимао као пример реваншистичких и милитаристичких тенденција у САД под Роналдом Реганом, односно холивудског доприноса њиховом промовисању. 
Приказиван је и под алтернативним насловима Прва Крв Део Други и Рамбо 2.

## Улоге
| Глумац                           | Улога                       |
| -------------------------------- | --------------------------- |
| Силвестер Сталоне                | Џон Рамбо                   |
| Ричард Крена                     | пуковник Самјуел Траутман   |
| Чарлс Нејпијер                   | Маршал Мердок               |
| Стивен Беркоф                    | потпуковник Сергеј Подовски |
| Џулија Никсон-Соул               | Цо Бао                      |
| Мартин Коув                      | Ериксон                     |
| Џорџ Чунг                        | поручник Теј                |
| Енди Вуд                         | Бенкс                       |
| Вилијам Гент                     | капетан Вин                 |
| Војо Горик (Војислав Говедарица) | наредник Јушин              |
| Дејна Ли                         | капетан Кин                 |

## Зарада
- Зарада у САД - 150.415.432 $
- Зарада у иностранству - 149.985.000 $
- Зарада у свету - 300.400.432 $

## Критике и утицај
Филм је добио поразне филмске критике, што се одразило на доделу Златне малине за најгори филм. To je надокнадио више него сјајним комерцијалним резултатима и постао не само један од најпопуларнијих филмова, него и феномен популарне културе 1980-их, а реч "Рамбо" је ушла у многе језике света као синоним за окорелог и моћног ратника, усамљеног вука, особу која не поштује наређења, користи насиље за решавање свих проблема, сама улази у опасне ситуације и изузетно је жестока, сирова и агресивна.
Филм је био номинован за Оскара у категорији најбољих звучних ефеката, а освојио је и награду "Златни екран".